# Georg Braun (futebolista)
Georg Braun (Viena, 22 de fevereiro de 1907 - 22 de setembro de 1963) foi um futebolista austríaco. Ele competiu na Copa do Mundo FIFA de 1934, sediada na Itália, na qual a seleção de seu país terminou na quarta colocação dentre os 16 participantes.